# تين مرن
تين المطاط أو تين مرن أو نبتة الكاوتشوك أو شجر الصمغ المرن (الاسم العلمي:Ficus elastica) هو نوع من النباتات يتبع جنس التين من الفصيلة التوتية. يستخرج منها بجزّ سوقها عصارة صمغية تستعمل استعمال المطاط.

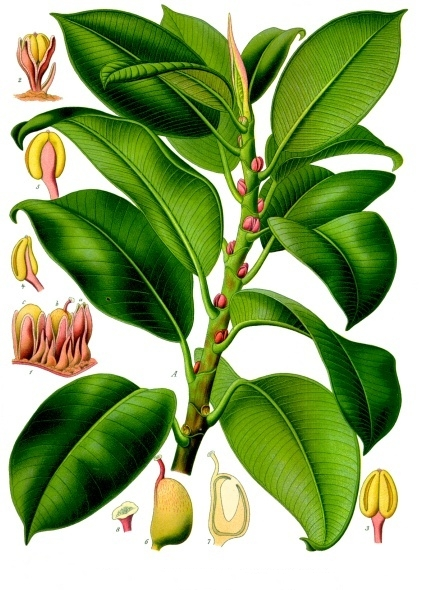
Illustration from Köhler's Medicinal Plants (1887)
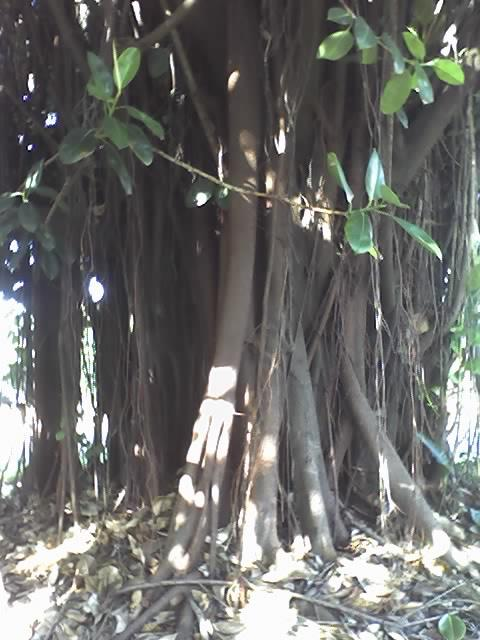
Stem of Ficus elastica
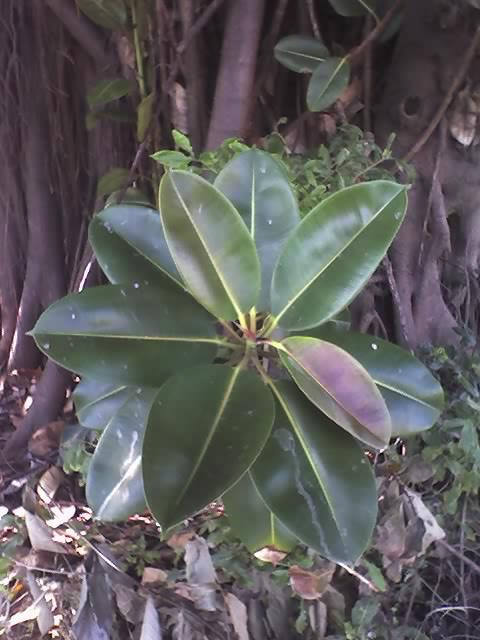
Leaves and stem
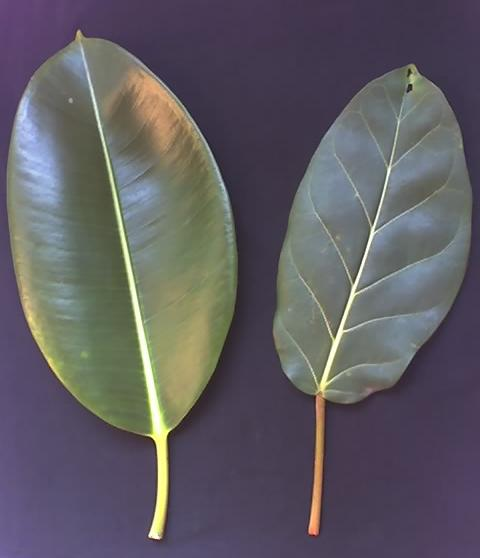
Ficus elastica leaf on the left compared to Ficus lutea on the right
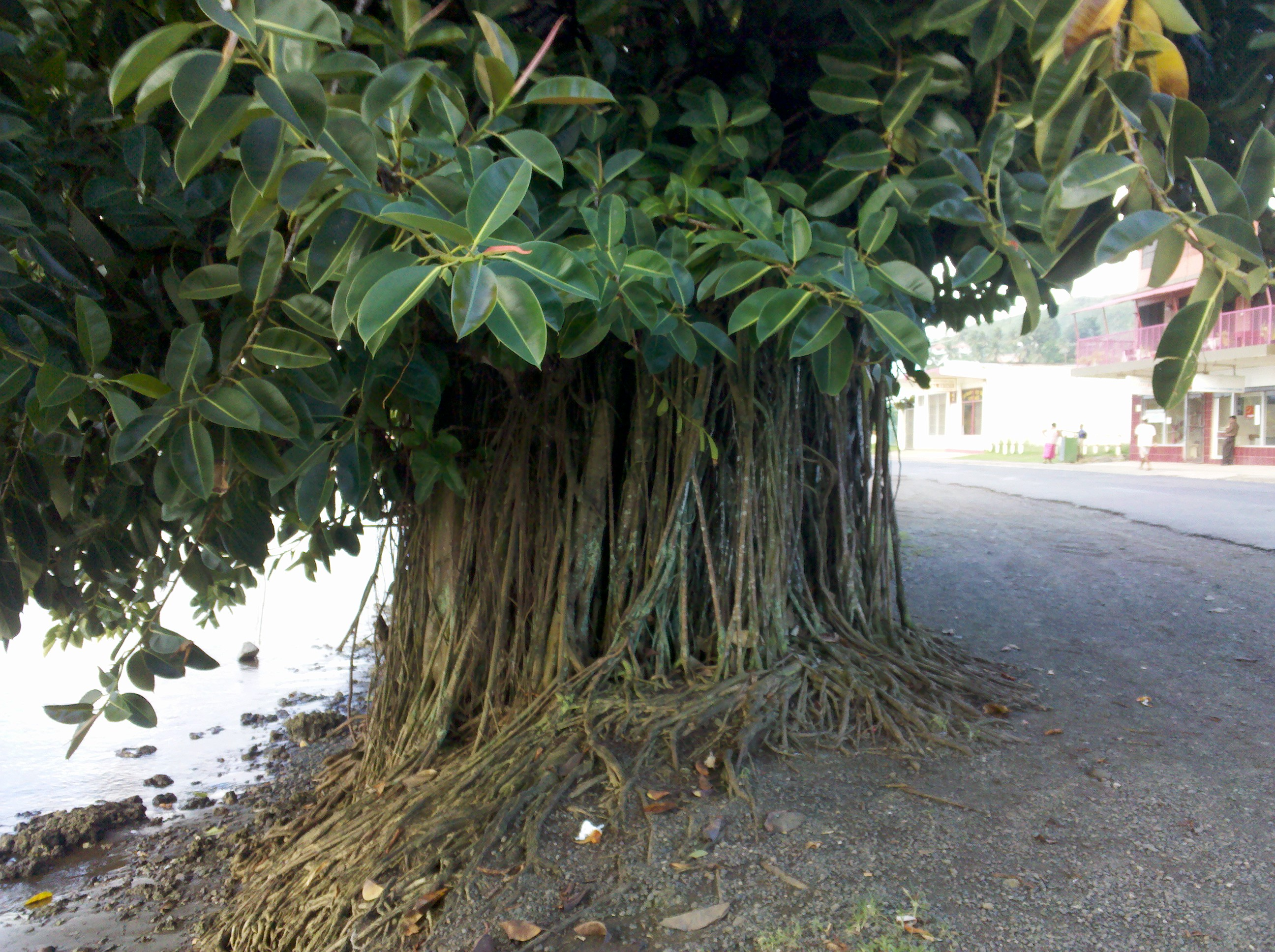
Ficus elastica near the roadside in Savusavu, Fiji, showing the effects of constant pruning on the growth form.
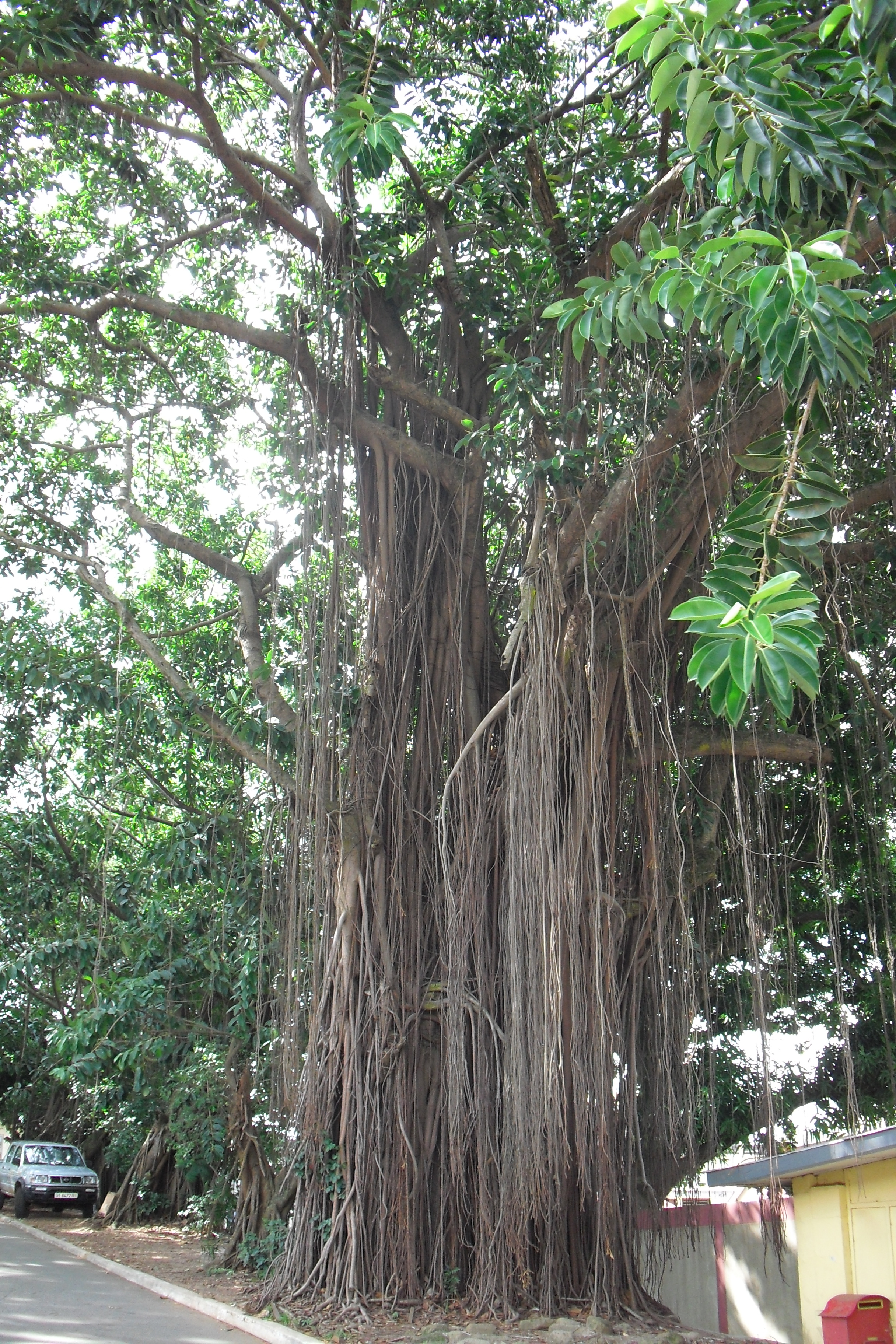
A huge Ficus elastica tree in Ghana showing the aerial roots.